# Carlo Mancini
Carlo Mancini (né le 28 février 1829 à Milan et mort le 10 mars 1910 dans la même ville) est un peintre italien  naturaliste du XIXe siècle. 

## Biographie
Carlo Mancini  est né dans une famille milanaise de la lignée ancienne et noble. Il est le fils de Francesco Mancini et de son épouse la comtesse Lucrezia  di Belgiojoso. Son ardent patriotisme le pousse à s'engager dans l'armée franco-piémontaise aux côtés de son frère Ludovico lors de la Campagne d'Italie (1859). Il grandit dans un climat culturel libéral et dans un environnement artistique très riche au contact de quelques-unes des figures de proue de l'univers musical de Milan, les invités réguliers de la villa familiale à Merate : Gioachino Rossini, Vincenzo Bellini, Gaetano Donizetti et Giuseppe Verdi ainsi que Arrigo Boito, avec qui il lie une  étroite amitié. C’est probablement le peintre paysagiste Rinaldo Barbiano di Belgiojoso, un oncle du côté de sa mère, qui  le premier l'intéressa à la peinture. 
Étant donné que la seule preuve de ses études faites sous la direction de Giuseppe Bisi (1787-1869), alors titulaire de la chaire en paysage à l'Académie des beaux-arts de Brera, est une œuvre de l'examen de fin de cours de l’année 1857 et que son nom n’apparaît  sur aucun document officiel de l’Académie, il a été récemment suggéré que son apprentissage pictural a eu lieu à l'extérieur de l'institution. Il est néanmoins considéré comme l'élève de Giuseppe Bertini de cette Académie et fait ses débuts en peinture en 1857 en présentant 6 de ses œuvres à  l’exposition des Beaux-arts de Brera de 1857 (dont un tableau accueilli favorablement par la critique et intitulé Buoi aggiogati al carro sulle rive del Lago di Annone / Paire de bœufs sur les rives du lac d’Annone). 
Un premier voyage effectué en Bretagne et en Normandie le conduit à entrer rapidement en contact avec les influences françaises de son époque, avec la peinture naturaliste de type paysage anglais et à s’intéresser aux scènes de représentations fidèles de la vie, mais atténuées par l’harmonie  du traitement de la lumière de cette période de la fin du Romantisme. Il connaît un certain succès  notamment en Lombardie et dans le Piémont.  Il se centre ses travaux sur des sujets ruraux, principalement tirés de scènes de la campagne de la Brianza et des souvenirs de son séjour fait en Bretagne et en Normandie. Les critiques accueillent favorablement sa production et cela lui vaut des marques de reconnaissance officielle. Il expose en 1863 à l'Académie de Turin, ainsi qu'à Brera. En 1867 il est fait membre de l'Académie de Brera. En 1872, il expose dans cette Académie, un tableau intitulé Le frane di Bellaguarda.
Après 1875, en raison d'un désaccord avec  les organisateurs des expositions à Brera, il arrête d’y exposer puis produira principalement son travail à l’étranger. Ses voyages en Écosse et en Extrême-Orient sont documentés dans une série d'esquisses et de peintures à l'huile et à l'aquarelle datant de la seconde moitié des années 1870. Il voyage en Europe et, à partir de 1900 environ, s’intéresse aux cultures et mystiques orientales ainsi qu’à la Théosophie et se rend en Égypte, en Inde, en Indochine, au Siam, en Birmanie et en Chine.  Ses impressions et souvenirs de voyages se trouvent exposés avec ses autres travaux, à la Galerie d'Art Moderne et à la Pinacothèque de Brera à Milan, dans le Musée Poldi Pezzoli de Milan, dans le Musée Civique de Turin, et à l'Académie Carrara de Bergame.

## Œuvres principales

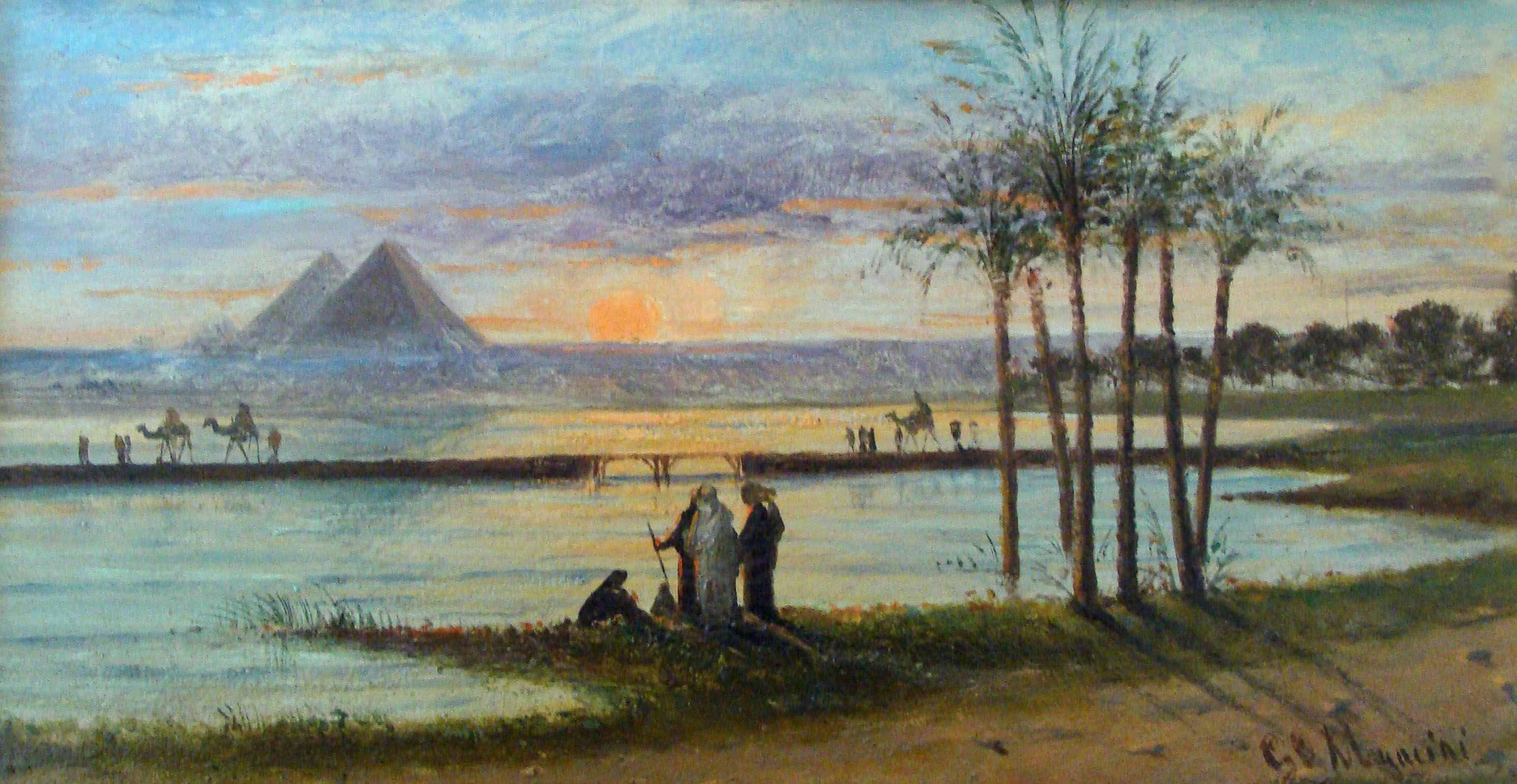
Coucher de soleil sur les pyramides d'Egypte (1875)

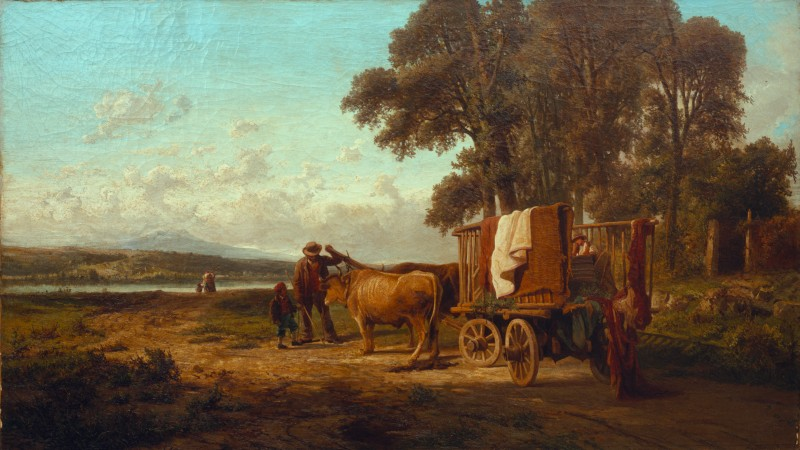
Buoi aggiogati al carro sulle rive del Lago di Annone (1857)

Certains tableaux sont visibles dans les musées de Milan, de Bergame et de Turin.
De son œuvre on retiendra particulièrement :
- Ave Maria della sera (1875) ; huile sur toile conservée à la Galerie d'Art Moderne de Milan (44,5x38cm) ;
- Coucher de soleil sur les pyramides d'Egypte (1875) ; (collection particulière) ;
- Détours de Paris (1850) ; aquarelle (61x74cm) conservée à la Galerie d'Art Moderne de Milan ;
- Fattoria presso Yvesport (Normandie) (1850) ; huile sur toile (57x97cm) ;
- La ferme (Farm Yard) ; huile sur toile ;
- La gardienne d'oies (27,5x35cm) ;
- Lago Maggiore ; huile sur carton ;
- Le frane di Bellaguarda (1872) ; huile ;
- Paire de bœufs sur les rives du lac d'Annone (1857) ; huile ;
- Paysages d'Écosse (1875) ; série de tableaux conservés à la Galerie d'Art Moderne de Milan ; huiles sur carton et sur toile ;
- Paysages d'Egypte (1875) ; série de tableaux conservés à la Galerie d'Art Moderne de Milan ; huiles sur carton ;
- Paysage égyptien (arbres) ; huile sur carton (21x36cm) (vers 1900) ;
- Paysage égyptien (bords du Nil) ; huile sur carton (14x42cm) (vers 1900);
- Paysage égyptien (village) ; huile sur carton (16x48cm) (vers 1900) ;
- Paysages de la Mer Rouge ; série de tableaux conservés à la Galerie d'Art Moderne de Milan ; huiles sur carton ;
- Paysages d'Inde (1875) ; série de tableaux conservés à la Galerie d'Art Moderne de Milan ; huiles sur carton ;
- Paysages d'Indochine (1875) ; série de tableaux conservés à la Galerie d'Art Moderne de Milan ; huiles sur carton ;
- Paysage lacustre (XIXe) ; huile sur toile (132x74cm) ; (collection particulière) ;
- Punta di Limonta (1850) ; huile sur toile (70x90cm) ;
- Scorcio di campagna, scorcio di vallata ; huile sur carton (8,5x11,5cm) ; (collection particulière) ;
- Scorcio di vallata con monastero ; huile sur bois (9,5x16cm) ;
- Sur la Mer Rouge (1875) ; série de tableaux conservés à la Galerie d'Art Moderne de Milan ; huiles sur carton ;
- Tramonto d'inverno ; huile sur toile (61,5x49,5cm) ;

## Autres liens
Catalogue de la Galerie d'Art Moderne de Milan : 